# ونسا لوپس
ونسا لوپس رامالیو (زاده ۵ ژوئیه ۲۰۰۱) یک شخصیت رسانه اجتماعی برزیلی است. او با بیش از ۳۰ میلیون دنبال کننده در تیک‌تاک، به دلیل ارسال ویدیوهای رقص مشهور است. در ژانویه ۲۰۲۴، حساب تیک‌تاک او در مجموع ۱ میلیارد لایک داشت.

## زندگی‌نامه
لوپس در برازیلیا به دنیا آمد، اما در کودکی به رسیف نقل مکان کرد. او زمانی که در دانشگاه بود یک حساب تیک‌تاک ایجاد کرد و در طول همه‌گیری COVID-19 شروع به ضبط و ارسال ویدیوهای رقص کرد. تا ژانویه ۲۰۲۴، لوپس ۳۰٫۲ میلیون دنبال کننده در تیک‌تاک و ۱۴٫۳ میلیون دنبال کننده در اینستاگرام دارد.
در سال ۲۰۲۴، ونسا لوپس یکی از اعضای گروه "Camarote" در فصل بیست و چهارم برادر بزرگ برزیل بود.

## فیلم‌شناسی

### تلویزیون
| سال  | عنوان                         | نقش  | یادداشت |
| ---- | ----------------------------- | ---- | ------- |
| ۲۰۲۲ | بیایید Dance com Nightography |      |         |
| ۲۰۲۴ | برادر بزرگ برزیل              | خودش | فصل ۲۴  |